# Molophilus (Molophilus) tuta
Molophilus (Molophilus) tuta is een tweevleugelige uit de familie steltmuggen (Limoniidae). De soort komt voor in het Australaziatisch gebied.